# Georg Nüßlein (Philosoph)
Georg Nüßlein (auch Nüsslein; * 28. Juni 1766 in Bamberg; † 12. Januar 1842 ebenda) war ein deutscher Philosoph, römisch-katholischer Geistlicher und Hochschullehrer.

## Leben
Nüßlein war Sohn eines Wagners. Er absolvierte das Bamberger Gymnasium sowie das Studium der Philosophie und Theologie an der Universität Bamberg und erhielt jeweils Preise für seine Leistungen. Im September 1784 wurde er zum Doktor der Philosophie promoviert. Neben der Philosophie, insbesondere von Immanuel Kant, und der Mathematik begeisterte er sich für die alten Sprachen. 
Nüßlein wurde nach der Priesterweihe Kaplan in Lichtenfels. 1793 wurde er zum Professor der Philosophie und 1800 zudem zum Professor der Mathematik an die Universität in Bamberg berufen. Ab 1801 war er außerdem fürstlicher Geistlicher Rat. Als 1804 die Universität in ein hochschulisches Lyzeum umgewandelt wurde, behielt er seine Professur an der Philosophischen Fakultät bei. Außerdem schuf er eine Stiftung, die begabten Studenten ein Stipendium zur Verfügung stellte.
Nüßlein wurde 1821 Konsistorialrat im Erzbistum Bamberg und zugleich Domkapitular am Bamberger Dom. Damit gab er seine Lehrtätigkeit auf. Er galt als hervorragender Redner, hat aber nur wenige Reden in den Druck gegeben.
Der Geistliche und Mineraloge Franz Anton Nüßlein war sein Bruder.

## Werke (Auswahl)
- De cognitionum a priori et a posteriori discrimine, Bamberg 1794.
- De humanae voluntatis libertate, Bamberg 1797.
- Parallelism der Kultur des menschlichen Geistes mit der Entwicklung des Glaubens an Gott: ein geschichtlich psychologischer Versuch, Klebsadel, Bamberg 1801.
- Versuch einer faßlichen Darstellung der allgemeinen Verstandeswissenschaft, Göbhardt, Würzburg 1801.
- Critik der falschen Ansichten der Logik, Klebsadel, Bamberg 1803.